# Iglesia de la Intercesión de la Virgen María (Tomsk)
La Iglesia de la Intercesión de la Virgen María o más formalmente Iglesia de la Intercesión de la Virgen María, Reina del Santo Rosario (en ruso: Храм Покрова Пресвятой Богородицы Царицы Святого Розария) es una iglesia católica en la ciudad de Tomsk en Rusia bajo el patrocinio de la intercesión de la Santa Virgen María. También es llamada alternativamente la iglesia polaca por la población local. Su parroquia es dependiente de la Diócesis de Novosibirsk en el 4 de la calle Bakunin.
Los misioneros religiosos de la Caridad (fundados por la Madre Teresa) colaboran en la parroquia. También dirigen una escuela secundaria y un hogar para las personas sin techo.
El núcleo histórico del templo fue la comunidad de Polonia, Bielorrusia y Lituania enviada a Siberia después del levantamiento polaco en noviembre de 1830. Esta es la razón por la iglesia es llamada comúnmente la iglesia polaca por los locales. El Conde Alexander Maszynski, francófilo diplomático polaco, toma la iniciativa en su construcción. Fue terminada en 1833 y consagrada el 7 de noviembre de 1833. Esta es la primera iglesia católica en Siberia occidental. Un órgano fue instalado en 1862.
La iglesia fue "nacionalizada" en 1922 y se le dio alquiler en la parroquia, y luego fue cerrada por las autoridades comunistas en 1938 y "dado a la gente para su propio uso". Tras la caída del comunismo se le devolvió a la comunidad católica en 1990 y fue consagrada de nuevo el 6 de octubre de 1991.

## Véase también

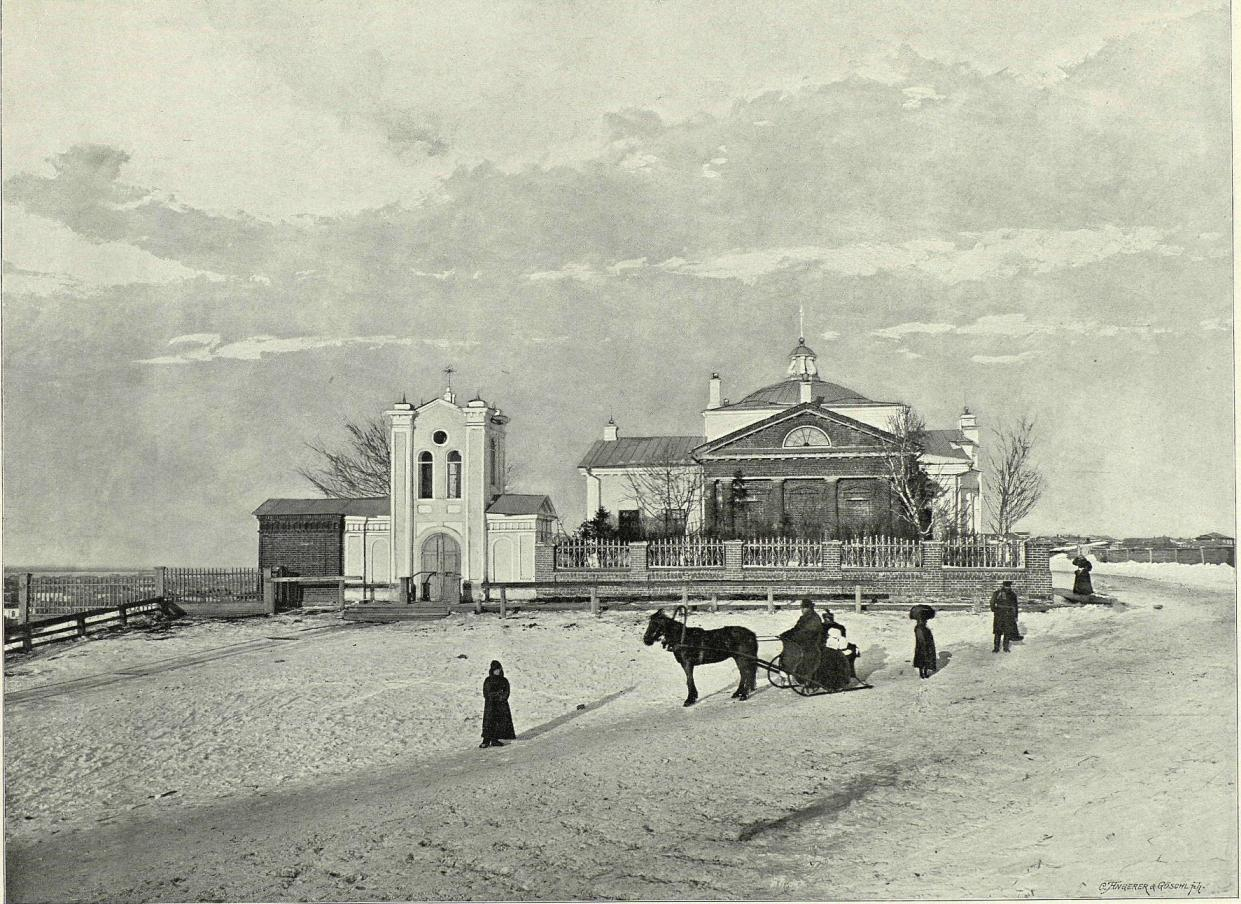
Vista del templo en 1899